# Roland Gift
 (juillet 2012).
Si vous disposez d'ouvrages ou d'articles de référence ou si vous connaissez des sites web de qualité traitant du thème abordé ici, merci de compléter l'article en donnant les références utiles à sa vérifiabilité et en les liant à la section « Notes et références ».
Roland Lee Gift, né le 28 mai 1961, est un chanteur et acteur britannique. Il est connu principalement comme chanteur et leader du groupe Fine Young Cannibals.

## Biographie
Roland Gift est né à Birmingham en Angleterre. Il a étudié à la fameuse Kelvin Hall School à Hull. Il a deux sœurs, Helga et Ragna.

## Carrière d'acteur
Roland Gift a joué dans de nombreux films, séries et pièces de théâtre, dont Sammy et Rosie s'envoient en l'air de Stephen Frears.

## Filmographie
Films
- 1987 : Les Filous
- 1987 : Sammy et Rosie s'envoient en l'air
- 1987 : Out of Order
- 1989 : Scandal
- 2001 : The Island of the Mapmaker's Wife
- 2002 : Ten Minutes Older: The Cello
- 2016 : Brakes

Téléfilm
- 1997 : Painted Lady

Séries
- Highlander : Xavier St. Cloud (1993 à 1997 - Dans 5 épisodes)
- Heartbeat

## Discographie
. 2002 : Roland Gift (MCA Records)